# Độ co giãn theo giá cả
Để xem xét độ nhạy cảm của người tiêu dùng và người sản xuất khi có sự thay đổi giá cả của một sản phẩm, kinh tế học sử dụng độ co giãn theo giá cả.
Gọi độ co giãn theo giá cả là E và nó chính là giá trị tuyệt đối của tỷ số giữa tốc độ biến đổi của lượng cầu (hoặc của lượng cung) với tốc độ biến đổi của giá cả sản phẩm. E sẽ nằm trong khoảng từ 0 tới vô cực.
- Nếu E bằng 0, có nghĩa là lượng cầu (hoặc lượng cung) hoàn toàn không co giãn theo giá cả. Giá cả tăng giảm thế nào cũng không làm lượng cung, hoặc lượng cầu thay đổi.
- Nếu E bằng vô cực, có nghĩa là lượng cầu (hoặc lượng cung) hoàn toàn co giãn theo giá cả.
- Nếu E lớn hơn 1 (tốc độ biến đổi của lượng cầu/cung lớn hơn tốc độ biến đổi của giá cả), có nghĩa là lượng cầu (hoặc lượng cung) co giãn theo giá cả.
- Nếu E nhỏ hơn hay bằng 1, có nghĩa lượng cầu (hoặc lượng cung) co giãn không đáng kể theo giá cả.

Nếu xét riêng quan hệ giữa lượng cầu với giá cả sản phẩm, người ta gọi cụ thể là độ co giãn của cầu theo giá cả. Nếu xét riêng quan hệ giữa lượng cung với giá cả sản phẩm, người ta gọi cụ thể là độ co giãn của cung theo giá cả.
Kinh tế học thường biểu diễn quan hệ giữa lượng sản phẩm và giá cả sản phẩm trên trục tọa độ với trục hoành biểu thị các mức lượng sản phẩm và trục tung biểu thị các mức giá của sản phẩm. Trong trường hợp độ co giãn bằng vô cực, đường cầu (hoặc đường cung) là một đường nằm ngang. Trong trường hợp độ co giãn bằng 0, các đường nói trên thẳng đứng. Nếu độ co giãn bằng 1, độ dốc của đường cầu là - 450, và độ dốc của đường cung là + 450.